# Рульовий (сторожовий корабель)
«Рульовий» — радянський річковий сторожовий корабель, облаштований на початку Німецько-радянської війни з мобілізованого парового колісного буксира.

## Історія служби
Паровий колісний буксир під назвою «Аполлон» побудовано у 1912 році у Києві для комерційних перевезень.
5 лютого 1919 року, коли Червона армія вибила дієву армію УНР з Києва, судно націоналізували, та вже на початку квітня 1919 року його переоблаштовано у військовий корабель червоної Дніпровської флотилії.
У квітні того ж року броньований пароплав «Аполлон» брав участь у боях проти загонів отамана Григор'єва поблизу Канева, Черкас та на Прип'яті. 2 жовтня пароплав вдало діяв проти білогвардійських озброєних кораблів поблизу села Окунінове. У тому бою артилеристи «Аполлона» потопили катер, пошкодили канонерський човен «Кременчуг» та захопили канонерський човен «Доброволець». Вже 6 жовтня корабель перевели до класу «канонерський човен», перейменували у «Геройський» та замінили одну 76-мм гармату 122-мм гаубицею.
Під час радянсько-польської війни «Геройський» діє північніше Києва, у районі Лоєв — Наровля. 5 червня 1920 року біля села Окунінове канонерка вогнем змусила відступити два польські канонерські човни. За це корабель отримав у відзнаку Червоний Революційний Прапор, а його командир, воєнмор Стоянов В. П. — орден Червоного Прапора.
1 липня канонерку роззброїли та передали у склад цивільного флоту, а у 1924 році його перейменували у «Рульовий». Як цівільне судно «Рульовий» плавав на Дніпрі до початку війни з нацистською Німеччиною.
З початком війни «Рульовий» мобілізовано 23 червня 1941 року за передвоєнним планом та 5 липня повністю переоблаштовано у сторожовий корабель на заводі ім. І. В. Сталіна у Києві. За тодішньою класифікацією кораблі, що мали артилерію калібру більше 76 мм, називалися «канонерськими човнами». А кораблі з гарматами 76 мм або менше були у класі «сторожовий корабель».
11 липня «Рульовий» включено до складу Пінської військової флотилії (ПВФ), а 22 липня переведено до Прип'ятського загону річкових кораблів ПВФ. Його командиром став кадровий лейтенант Усачов С. М. Вже 26 липня корабель взаємодіє з 75-ю стрілецькою дивізією на Прип'яті у Петриковському районі. 3 серпня сторожовик підтримував вогнем наступ 20-го мотоциклетного полку на містечко Петриков, за що отримав подяку від штабу 75-тої стрілецької дивізії. 8 серпня «Рульовий» вдало обстріляв німецьку колону поблизу села Оцірки на Прип'яті.
Ввечері 23 серпня 1941 року передові загони німецької 111-ї піхотної дивізії, посилені самохідними установками StuG III, розбили погано організовані частини 27-го стрілецького корпусу 37-ї армії Південно-Західного фронту, що відступали за наказом, захопили міст через Дніпро біля села Окунінове та облаштували плацдарм на лівому березі Дніпра. Таким чином кораблі флотилії, що діяли на Прип'яті, серед них і «Рульовий», були відрізані від Києва, де знаходився штаб ПВФ.
У ніч на 26 серпня «Рульовий» разом з іншими кораблями пішов на прорив з півночі у Київ, минаючи німецький плацдарм біля Окунінового. Але на підході до ворожого плацдарму сторожовик сів на мілину, самостійно знявся з неї, вимушено повернув назад та став на стоянку біля села Домантове. Вранці 26 серпня корабель загинув під час артилерійського бою з німцями, що вийшли до правого берега Дніпра. 22 вересня «Рульового» виключено зі списків кораблів ВМФ за наказом командуючого флотом.